# Christina Vutjkova
Christina Vutjkova (bulgariska: Христина Вучкова), född Ruseva (Русева) 1 oktober 1991 i Sofia, Bulgarien, är en volleybollspelare (center).
Under karriären har Vutjkova spelat för CSKA Sofia (2008–2011), Volley Bergamo (2011–2012), Telekom Baku (2012–2013 och 2015–2016), LJ Volley Modena (2013–2014). Nilüfer BSK (2014–2015), Galatasaray SK (2016–2018), Türk Hava Yolları SK (2018–2019), VK Maritsa (2019–2020), PTT SK (2020–2021), Imoco Volley Conegliano (2021-2022), Beijing BAIC Motor (2022) och Fenerbahçe SK. Vutjkova har spelat med Bulgariens landslag sedan 2010.